# Vosbergen (Eelde)
Vosbergen is een landgoed bij de Drentse plaats Eelde. In het gebied bevinden zich onder andere een grafheuvel, een pinetum met het graf van het echtpaar Kraus-Groeneveld en het Museum Vosbergen met oude muziekinstrumenten.

## Landgoed
Het ruim 100 hectare grote gebied in voornamelijk Engelse landschapsstijl wordt gekenmerkt door een afwisseling van bos, open gedeelten en vennen. Mede door de veelzijdige flora en fauna is het daarmee een gevarieerd natuurgebied. Het landgoed is vanaf 1890 aangelegd door het echtpaar Kraus-Groeneveld en kreeg in de decennia daarna zijn huidige vorm. Door het park lopen allerlei wandelpaden.

## Vosbergenschriefwiese
Naar het huis Vosbergen is een algemene, voor Nederland en Duitsland bedoelde spelling voor de Nedersaksische streektalen vernoemd, de Vosbergenschriefwiese. Deze werd vastgesteld op een in april 1955 gehouden meerdaags symposium, in de tijd dat Vosbergen een conferentieoord van de Rijksuniversiteit Groningen was. Leidende personen op het symposium en bij het ontwerpen van de spelling waren onder anderen Klaas Hanzen Heeroma, destijds hoogleraar Nedersaksisch in Groningen, de Drentse streektaalvoorvechter Jan Naarding en de Bentheimer taalkundige Arnold Rakers.
De Vosbergenschriefwiese was een van de wapenfeiten van de Nedersaksische Beweging, een veelheid aan initiatieven gedurende een aantal jaar om het Nedersaksisch uit te bouwen als cultuurtaal. Onder streektaalschrijvers, die in meerderheid sterk op de eigen regio gericht waren, bleek weinig animo om het spellingsysteem in gebruik te nemen, en de Vosbergenschriefwiese stierf een stille dood.

## Galerij

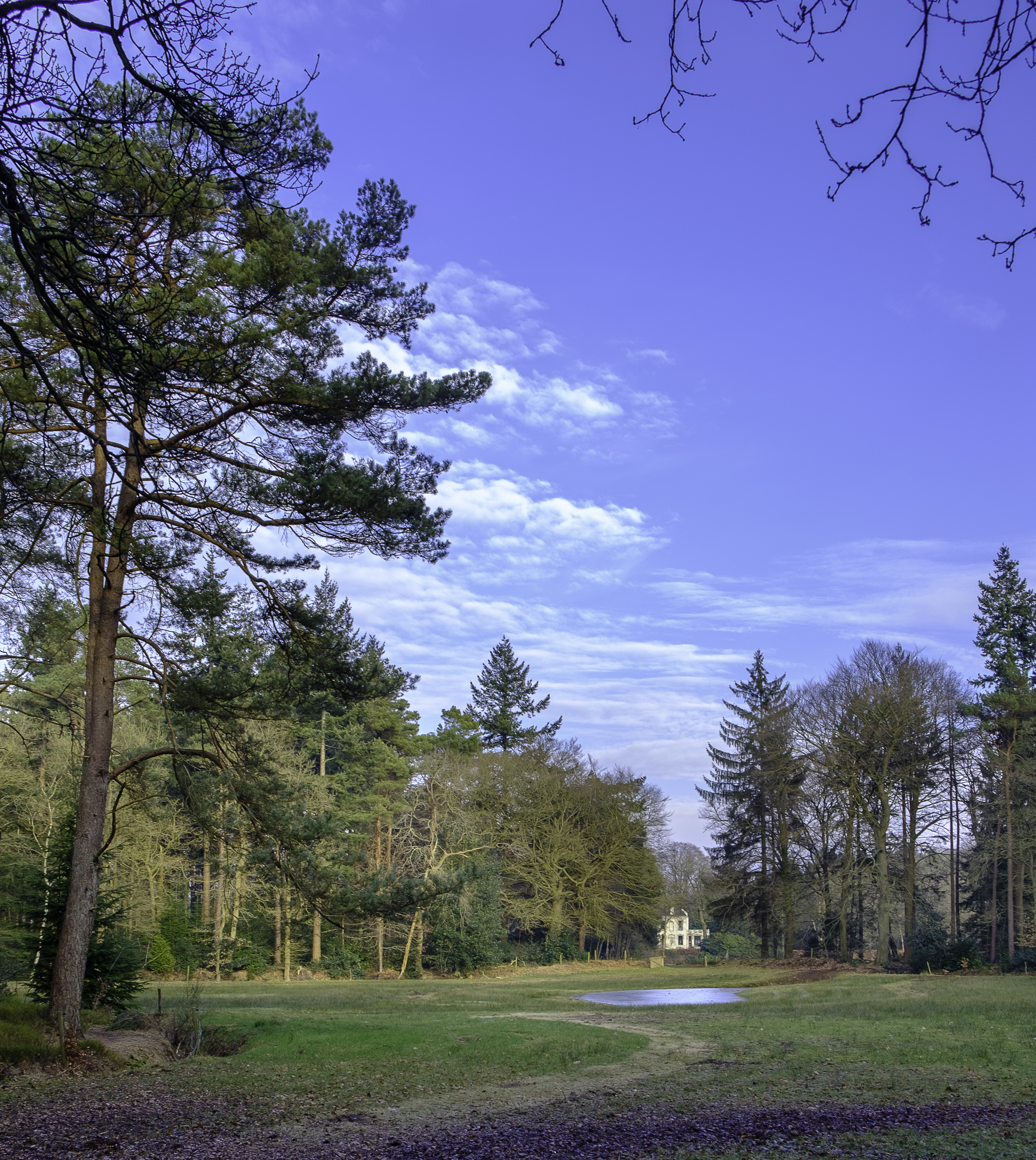
Landgoed Vosbergen met op de achtergrond het huis Vosbergen
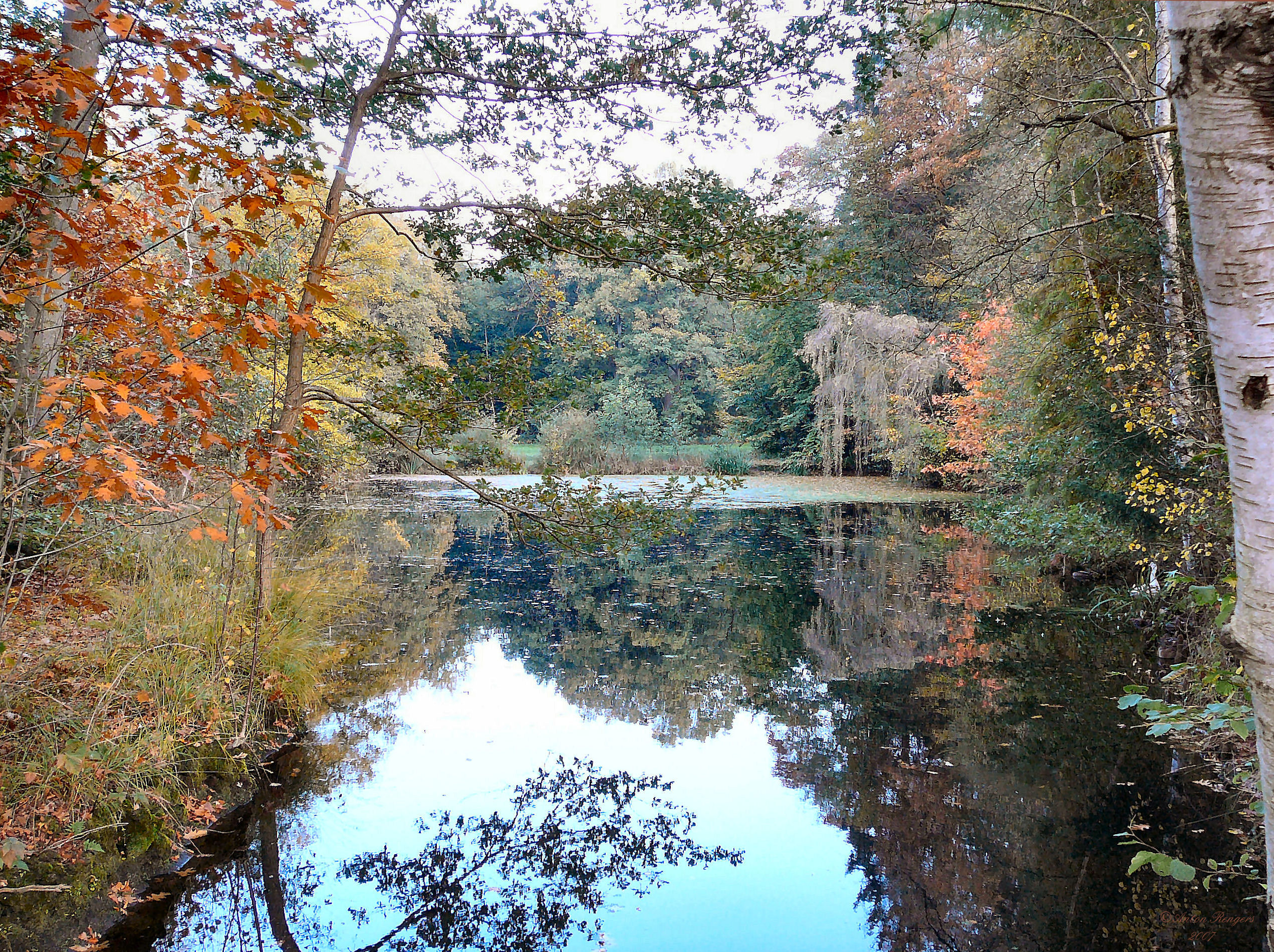
Een van de meertjes
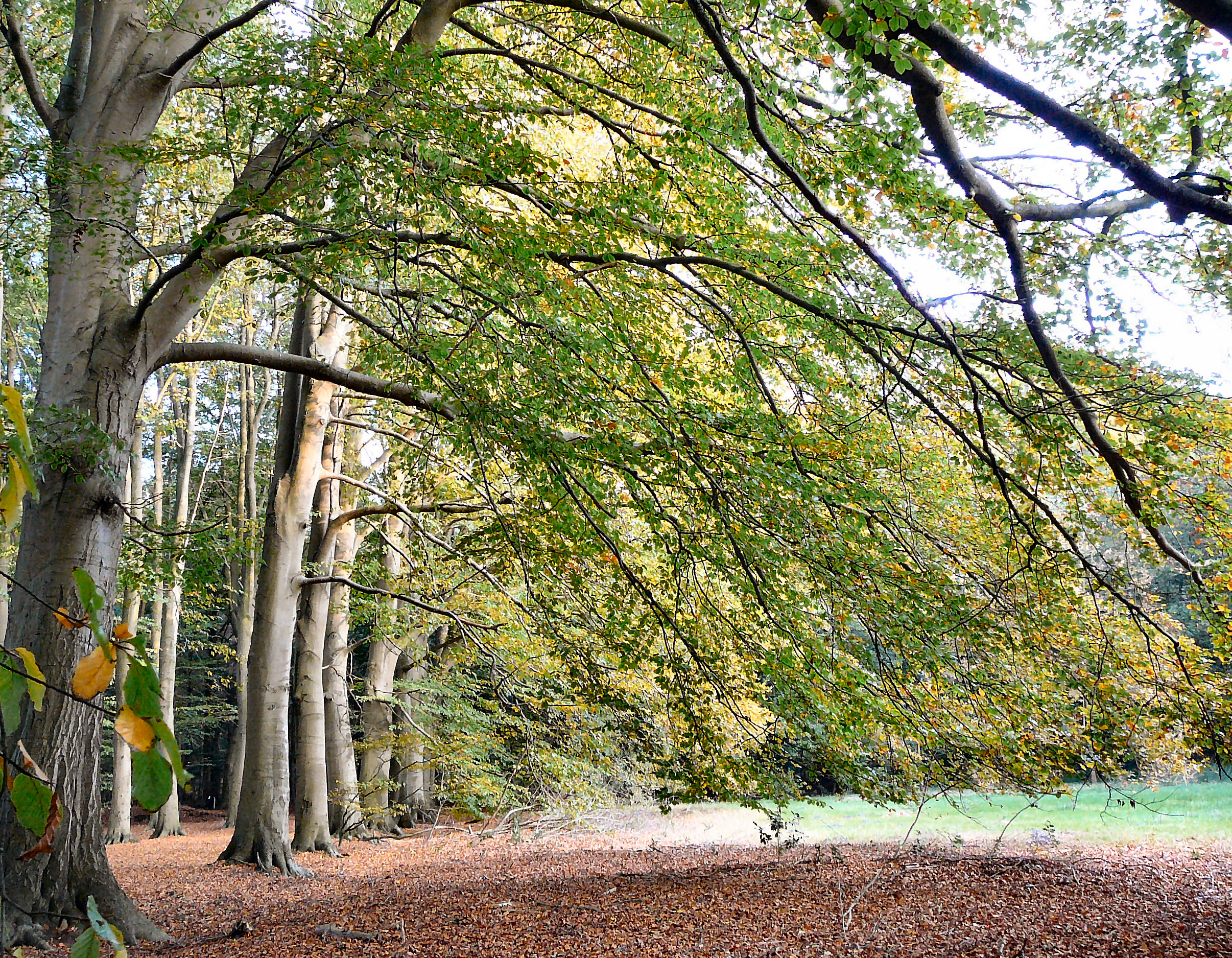
Bomenrij in het gebied
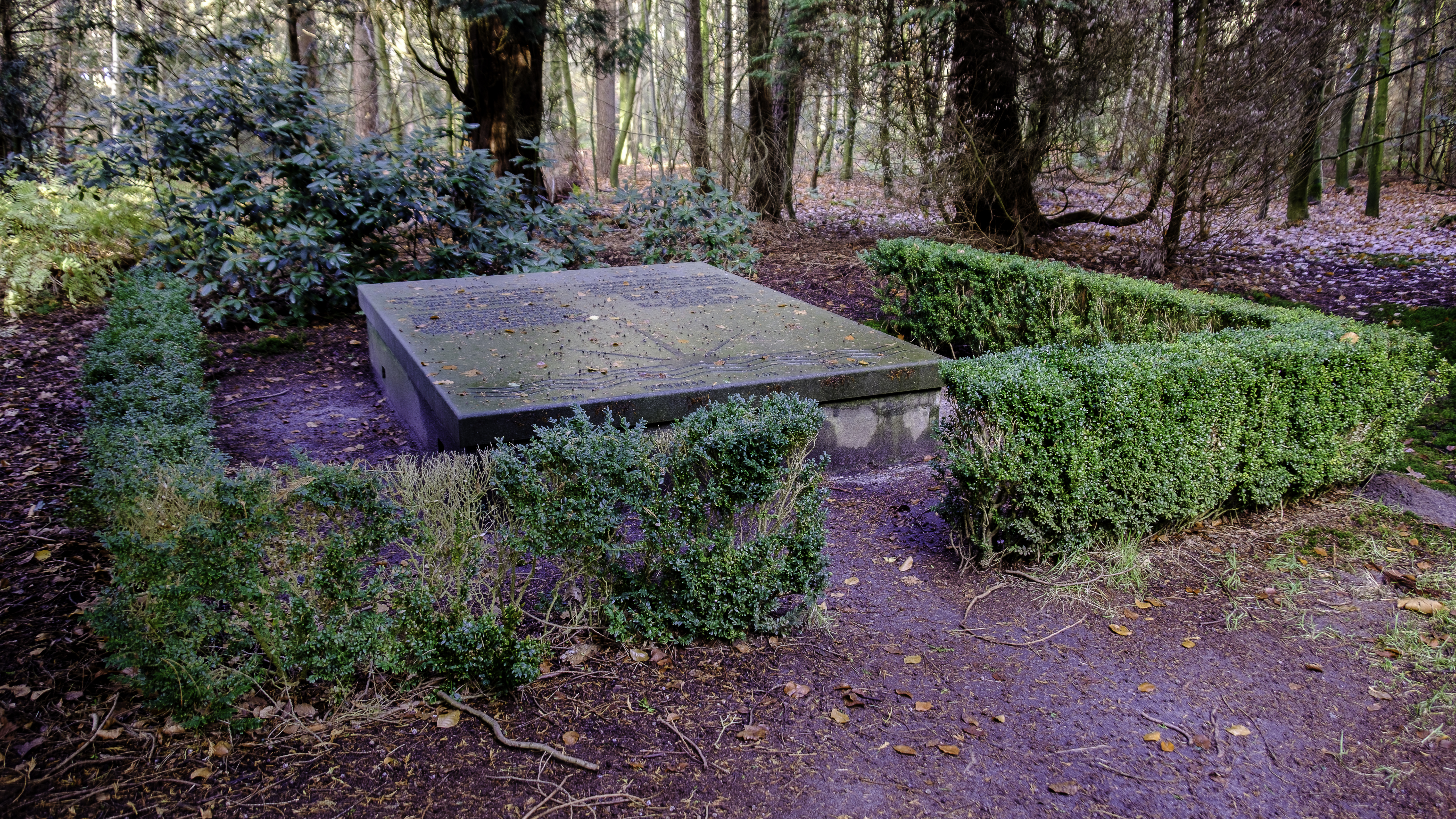
Graf van Kraus en Groeneveld op het landgoed